# Ашимханова, Светлана Ашимхановна
Светлана Ашимхановна Ашимханова (каз. Светлана Әшімханқызы Әшімханова; род. 27 мая 1943, а. Жаланаш Алматинской области) — советский и казахстанский учёный, литературовед, переводчик, доктор филологических наук (1999), профессор (2002).

## Биография
В 1967 году окончила Казахский государственный университет. В 1969—1973 годах обучалась в аспирантуре МГУ и защитила там кандидатскую диссертацию. Преподавала в КазГУ. В 1999 году защитила докторскую диссертацию на тему «Поэтика прозы Г. Мусрепова». С 2002 по 2005 год заведовала кафедрой русской филологии и мировой литературы Казахского национального университета имени аль-Фараби.
Внесла значительный вклад в сравнительное исследование казахской и зарубежной литературы, понятийно-терминологический аппарат литературоведения, теорию и практику художественного перевода, интерпретацию казахской классики. Исследования по вопросам теории литературы включают общие проблемы литературоведения, связи науки о литературе с эстетикой, аксиологией и герменевтикой. Работа Ашимхановой «Проблематика научного изучения казахской литературы» (2001) представляет собой новый тип учебного пособия, дающего динамичную картину узловых моментов теории и развития казахской литературы.
Ашимхановой осуществлён художественный перевод на русский язык с комментариями одного из непереведённых ранее произведений Г. Мусрепова — рассказа «Знаменитая Майра», перевод нескольких новелл американского писателя Джона Чивера, которые вошли в учебное пособие и стали предметом аналитического изучения способов и приёмов художественного перевода с английского языка на казахский и русский языки. С 1995 года Ашимханова участник постоянно действующего семинара American Studies (Зальцбург, Австрия).
За лучшие научные исследования по гуманитарным наукам и монографию «Мир Габита Мусрепова» Ашимхановой присуждена Первая премия имени Чокана Валиханова (2002).

## Сочинения
- Проблематика научного изучения казахской литературы (на примере прозы Г. Мусрепова), 2001;
- American Short Stories, 2003;
- История зарубежной литературы XIX века, 2004.